# 葡萄牙民主运动/民主选举委员会

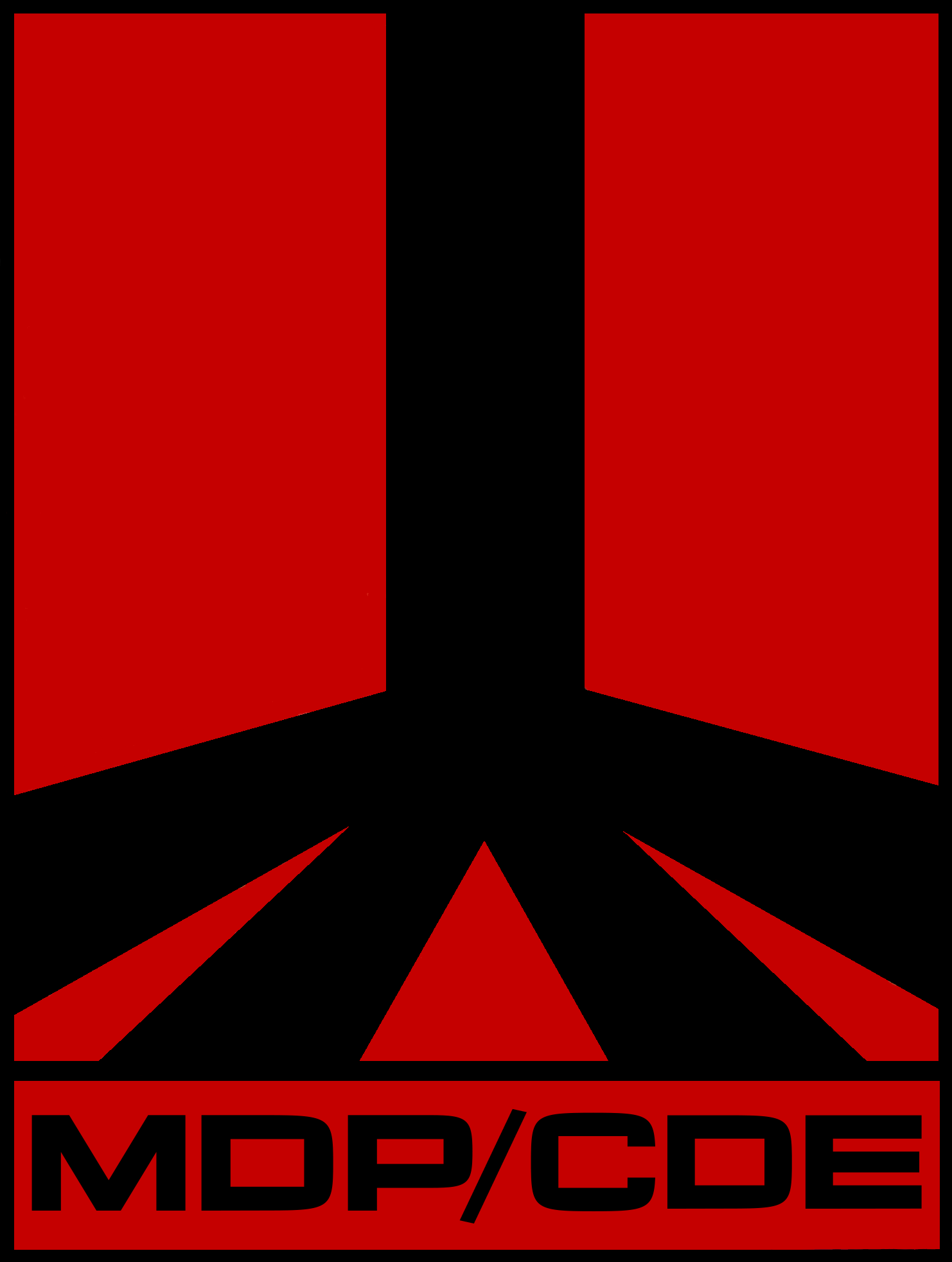
葡萄牙民主运动/民主选举委员会标志

葡萄牙民主运动/民主选举委员会（葡萄牙語：Movimento Democrático Português/Comissão Democrática Eleitoral，缩写为MDP/CDE或MDP）是葡萄牙历史上的一个政党。在“新国家”政权独裁统治时期，它是最重要的民主反对派组织之一。1969年，它作为一个选举联盟成立，旨在参与当时非民主且受到广泛操控的议会选举。
1973年，它参加阿维罗民主大会，这是“新国家”政权独裁统治时期规模最大的一次民主活动家集会。1974年康乃馨革命发生后，它参加历届临时政府（第六届除外）。1979年，它与葡萄牙共产党联合参选，先是加入联合人民选举阵线，后组成联合人民联盟，并取得较好的选举成绩。  
1986年，它与葡共之间出现分歧，联盟瓦解；随后，它的部分成员建立政治团体民主干预，继续支持葡共。1994年12月16日，它与《宣言》杂志编辑部合并为政治21（后并入左翼集团）。